# Liste der portugiesischen Botschafter in Deutschland
Die Liste der portugiesischen Botschafter in Deutschland listet die Botschafter Portugals in Deutschland auf. Die beiden Staaten unterhalten seit der deutschen Reichsgründung 1871 diplomatische Beziehungen. Zuvor hatte Portugal bereits Vertretungen im Vorgängerstaat Norddeutscher Bund und davor in einzelnen deutschen Ländern, darunter seit 1641 Gesandte bei deutschen Hansestädten.
Zwischen 1974 und 1990 unterhielt Portugal eine Botschaft in der westdeutschen BRD in Bonn und eine in der ostdeutschen DDR in Ost-Berlin. Nach dem Ende der DDR 1990 wurden beide Botschaften im Bonner Botschaftsgebäude zusammengelegt, seit dem Umzug 1999 besteht die Portugiesische Botschaft in Berlin.
Die Portugiesische Botschaft in Deutschland befindet sich in der Zimmerstraße Nr. 56 in Berlin. Daneben sind Generalkonsulate in Düsseldorf, Frankfurt am Main, Hamburg, Osnabrück und Stuttgart eingerichtet.

## Portugiesische Botschafter in der DDR
Die diplomatische Beziehungen Portugals mit der Deutschen Demokratischen Republik begannen nach der Aufnahme der DDR in die UNO 1973. Die Beziehungen intensivierten sich erst nach der Nelkenrevolution 1974 und damit dem Ende der antikommunistischen autoritären Estado Novo-Diktatur in Portugal. Am 4. September 1974 begann der erste portugiesische Botschafter in Ost-Berlin seine Arbeit.

## Portugiesische Botschafter in Deutschland seit 1868
| Name                                                            | Bild               | Amtszeit                            | Anmerkungen                                                                                                  |
| Norddeutscher Bund                                              | Norddeutscher Bund | Norddeutscher Bund                  | Norddeutscher Bund                                                                                           |
| --------------------------------------------------------------- | ------------------ | ----------------------------------- | --- |
| Luis Vitorino de Noronha                                        |                    | 25. März 1868 –1869(?)              | bereits seit 24. März 1868 Leiter der Legation                                                               |
| Conde de Rilvas                                                 |                    | 1869(?) –7. September 1871          | |
| Deutsches Reich                                                 |                    |                                     | |
| Conde de Rilvas                                                 |                    | 13. Oktober 1871 –31. August 1881   | Legation in Berlin, Dresden und Sachsen-Coburg und Gotha, bereits seit 7. September 1871 Leiter der Legation |
| Marquês de Penafiel                                             |                    | 31. August 1881 –28. Dezember 1891  | bereits seit 31. August 1881 Leiter der Legation                                                             |
| Visconde da Torre Bella                                         |                    | 29. Dezember 1891– 12. Januar 1892  | Interims-Geschäftsbeauftragter                                                                               |
| Izequiel da Fonseca de Sousa Prego                              |                    | 12. Januar 1892– 7. April 1892      | Interims-Geschäftsbeauftragter                                                                               |
| Matias de Carvalho e Vasconcelos                                |                    | 7. April 1892– 20. November 1893    | bereits seit 18. April 1892 Leiter der Legation                                                              |
| Vicente Pinheiro Machado de Melo e Almada (Visconde de Pindela) |                    | 23. Dezember 1893– 27. Oktober 1910 | |
| António Dias e Sousa da Costa Cabral                            |                    | 15. Juli 1910– 16. September 1912   | Geschäftsbeauftragter                                                                                        |
| Sidónio Bernardino Cardoso da Silva Pais                        |                    | 28. Oktober 1912– 10. März 1916     | bereits seit 17. September 1912 Leiter der Botschaft                                                         |
| Deutsches Reich (Weimarer Republik)                             |                    |                                     | |
| José Maria Lambertini Pinto                                     |                    | 1. Dezember 1920– 16. Januar 1921   | bereits seit 16. November 1920 Leiter der Legation                                                           |
| César de Sousa Mendes do Amaral e Abranches                     |                    | 16. Januar 1921– 19. Juli 1921      | Interims-Geschäftsbeauftragter                                                                               |
| Francisco Manuel Couceiro da Costa                              |                    | 3. August 1921– 28. Juli 1922       | bereits seit 20. Juli 1921 Leiter der Legation                                                               |
| Alberto da Veiga Simões                                         |                    | 16. Oktober 1922– 7. November 1924  | |
| Mário do Nascimento                                             |                    | 14. November 1924– 6. Juli 1924     | Interims-Geschäftsbeauftragter                                                                               |
| Joaquim Pedroso                                                 |                    | 7. Juli 1925– 10. November 1925     | Geschäftsbeauftragter                                                                                        |
| Amadeu Ferreira de Almeida Carvalho                             |                    | 12. November 1925– 28. April 1926   | Geschäftsbeauftragter                                                                                        |
| José Batalha de Freitas                                         |                    | 11. Mai 1926– 16. Mai 1928          | bereits seit 29. April 1926 Leiter der Legation                                                              |
| Henrique da Guerra Quaresma Viana                               |                    | 16. Mai 1928– 24. August 1928       | Geschäftsbeauftragter                                                                                        |
| António Maria Bartolomeu Ferreira                               |                    | 29. Oktober 1928– 2. Oktober 1929   | bereits seit 24. August 1928 Leiter der Legation                                                             |
| António Dias e Sousa da Costa Cabral                            |                    | 14. Januar 1930– 4. September 1933  | bereits seit 5. Januar 1930 Leiter der Legation                                                              |
| Deutsches Reich (Drittes Reich)                                 |                    |                                     | |
| Alberto da Veiga Simões                                         |                    | 18. Oktober 1933– 21. August 1940   | bereits seit 4. September 1933 Leiter der Legation; zweite Berufung                                          |
| Francisco Nobre Guedes                                          |                    | 2. September 1940– 3. März 1941     | bereits seit 21. August 1940 Leiter der Legation                                                             |
| Pedro Tovar de Lemos                                            |                    | 10. September 1941– 14. April 1945  | bereits seit 21. Juni 1941 Leiter der Legation                                                               |
| Deutschland                                                     |                    |                                     | |
| João de Barros Ferreira da Fonseca                              |                    | 11. Januar 1951– 4. April 1951      | bereits seit 14. Dezember 1950 Leiter der Legation bei den Alliierten in Bad Godesberg                       |
| Manuel Farrajota Rocheta                                        |                    | 3. Mai 1956– 3. Dezember 1956       | bereits seit 17. Februar 1956 Leiter der Legation in Bonn                                                    |
| Manuel Farrajota Rocheta                                        |                    | 3. Dezember 1956– 3. März 1958      | am 3. Dezember 1956 Akkreditierung der Legation als Botschaft                                                |
| Luis Guilherme Vieir de Campos de Carvalho                      |                    | 3. April 1958– 25. Februar 1959     | Geschäftsbeauftragter                                                                                        |
| Álvaro Brilhante Laborinho                                      |                    | 16. März 1959– 23. Februar 1963     | bereits seit 26. Februar 1959 Leiter der Botschaft                                                           |
| José Weinholtz de Bivar Brandeiro                               |                    | 1. April 1963– 16. Januar 1964      | bereits seit 24. März 1963 Leiter der Botschaft                                                              |
| Manuel da Cunha Pimentel Homem de Melo                          |                    | 29. April 1964– 30. April 1971      | bereits seit 24. April 1964 Leiter der Botschaft, bis 20. Mai 1971 als Botschafter akkreditiert              |
| Pedro Martim da Cunha Veiga Madeira de Andrade                  |                    | 30. April 1971– 27. September 1971  | Geschäftsbeauftragter                                                                                        |
| João Carlos Lopes Cardoso de Freitas Cruz                       |                    | 7. Oktober 1971– 3. Oktober 1973    | bereits seit 28. September 1971 Leiter der Botschaft                                                         |
| Vasco Luís Caldeira Coelho Futscher Pereira                     |                    | 14. November 1973– 25. Juni 1974    | bereits seit 18. Oktober 1973 Leiter der Botschaft                                                           |
| Jorge Syder                                                     |                    | 25. Juni 1974– 25. Februar 1975     | Geschäftsbeauftragter                                                                                        |
| Ernâni Rodrigues Lopes                                          |                    | 12. März 1975– 10. Juli 1979        | bereits seit 25. Februar 1975 Leiter der Botschaft                                                           |
| Manuel Lopes da Costa                                           |                    | 10. Juli 1979– 1. Dezember 1979     | Geschäftsbeauftragter                                                                                        |
| Heitor Manuel Prestes Maia e Silva                              |                    | 1. Dezember 1979– 16. Februar 1980  | Geschäftsbeauftragter                                                                                        |
| Paulo Manuel Lage David Ennes                                   |                    | 28. Februar 1980– 14. Juni 1986     | bereits seit 16. Februar 1980 Leiter der Botschaft                                                           |
| Fernando Manuel da Silva Marques                                |                    | 9. Juli 1986– 12. Juli 1990         | bereits seit 14. Juni 1986 Leiter der Botschaft                                                              |
| António D’Oliveira Pinto da França                              |                    | 13. September 1990– 2. April 1995   | bereits seit 10. September 1990 Leiter der Botschaft                                                         |
| Luís Martine Pazos Alonso                                       |                    | 10. Mai 1995– 25. April 1999        | bereits seit 5. April 1995 Leiter der Botschaft                                                              |
| João Diogo Correia Saraiva Nunes Barata                         |                    | 2. Juni 1999– 1. November 2002      | bereits seit 27. April 1999 Leiter der Botschaft                                                             |
| João de Vallera                                                 |                    | 3. November 2002– 29. November 2006 | |
| José Caetano de Campos Andrada da Costa Pereira                 |                    | 4. Dezember 2006– 25. Februar 2012  | |
| Caetano Luis Pequito de Almeida Sampaio                         |                    | 13. April 2012– 25. September 2015  | bereits seit 1. April 2012 Leiter der Botschaft                                                              |
| João Mira Gomes                                                 |                    | 30. November 2015– Februar 2020     | |
| Francisco Ribeiro de Menezes                                    |                    | 19. Februar 2020– Mai 2025          | |
| Maria Madalena Lobo Carvalho Fischer                            |                    | seit 26. Mai 2025                   | |